# All I Ask
"All I Ask" is een nummer van de Britse zangeres Adele. Het nummer werd uitgebracht als de tiende track op haar album 25 uit 2015.

## Achtergrond
"All I Ask" werd geschreven door Adele, Bruno Mars, Philip Lawrence en Christopher Brody Brown en geproduceerd door The Smeezingtons, bestaande uit Mars, Lawrence en Ari Levine. In het nummer vraagt de zangeres om een laatste nacht met haar partner, voordat zij uit elkaar gaan. Het nummer is geïnspireerd door de Amerikaanse singer-songwriter Billy Joel. De piano is het enige instrument dat in het nummer gebruikt wordt.
Adele vertelde dat zij veel plezier had om samen met Mars aan het nummer te werken. De twee waren het oorspronkelijk wel oneens over de tekstregel "Take me by the hand while we do what lovers do", maar Mars veranderde later van gedachten en zei dat "lovers" een "geweldig woord is dat het lied groter maakt omdat niemand het zegt. Niemand praat zo, het springt eruit." Adele beschouwt haar vocalen op het nummer als haar "meest opschepperige". Het nummer werd in twee takes opgenomen.
Alhoewel het niet werd uitgebracht als single, zorgden downloads en streams ervoor dat "All I Ask" wereldwijd een hit werd. In de Britse hitlijsten kwam het tot plaats 41, terwijl in de Amerikaanse Billboard Hot 100 plaats 77 werd bereikt. Het kwam ook in Australië, Canada, Finland, Frankrijk, Ierland, Schotland en Zuid-Korea in de hitlijsten terecht, waarbij het in Schotland met een twaalfde plaats de hoogste notering bereikte.
Adele zong "All I Ask" voor het eerst live op 17 november 2015 tijdens haar one-night-only show Adele Live in New York City. In januari 2016 zong zij het in The Late Late Show with James Corden tijdens de Carpool Karaoke. In 2016 zong zij het tijdens de uitreiking van de Grammy Awards, maar kende hierbij technische problemen. Twee dagen later zong zij het nogmaals in The Ellen DeGeneres Show. In 2016 zong zij het regelmatig tijdens haar tournee. Het nummer werd tevens gecoverd door Bruno Mars met zijn band The Hooligans op BBC Radio 1.

## NPO Radio 2 Top 2000
| Nummer met noteringen in de NPO Radio 2 Top 2000 | '19  | '20  | '21  | '22  | '23  | '24 |
| ------------------------------------------------ | ---- | ---- | ---- | ---- | ---- | --- |
| All I Ask                                        | 1404 | 1525 | 1049 | 1551 | 1301 | 967 |

1. ↑  Een vetgedrukt getal geeft de hoogste notering aan.
2. ↑  2019 was het eerste jaar met een notering voor dit nummer.